# Принц и танцовщица
«Принц и танцо́вщица» (англ. The Prince and The Showgirl) — британо-американский фильм 1957 года в жанре романтической комедии, поставленный режиссёром Лоренсом Оливье, который также исполняет главную роль вместе с Мэрилин Монро. Фильм является экранизацией пьесы Теренса Реттигена «Спящий принц».

## Сюжет
Лондон, 1911 год. 22 июня состоится коронация Георга V, и в предшествующие дни в столицу прибывают высокопоставленные гости, среди которых — 16-летний король Николас VIII вымышленного балканского королевства Карпатия. Его сопровождают отец — надменный и чопорный принц-регент Чарльз, овдовевший после смерти супруги, и бабушка по материнской линии — вдовствующая королева Карпатии. Образы этих персонажей отчасти вдохновлены историческими фигурами — королём Михаем I, Каролем II и королевой Марией Эдинбургской.
Британское правительство считает важным удержать Карпатию в составе Тройственного соглашения на фоне нарастающего напряжения в Европе. Чтобы обеспечить должный приём, за сопровождение карпатских монархов отвечает государственный служащий Нортбрук. Он сопровождает принца Чарльза на мюзикл «Кокосовая девочка». Во время антракта Чарльз знакомится с труппой и оказывается очарован одной из артисток, Элси Мариной. Той же ночью она получает официальительное приглашение на ужин в посольство Карпатии.
Полагая, что её ждёт приём с участием других гостей, Элси прибывает в посольство и встречается с Нортбруком, но вскоре понимает, что истинные намерения Чарльза далеки от светского этикета — он рассчитывает на приватный ужин с последующим соблазнением. Однако Элси, обладая немалым опытом общения с подобными ухажёрами, намерена покинуть резиденцию. Нортбрук уговаривает её остаться, пообещав выдумать предлог, чтобы она могла уйти после ужина. Когда Чарльз делает неловкую попытку сблизиться, Элси отклоняет его и заявляет, что надеялась на романтику, страсть и «цыганские скрипки». После этого принц меняет тактику, вплоть до приглашения скрипача, и в итоге добивается поцелуя. Элси признаётся, что, возможно, влюбляется, и отказывается воспользоваться шансом покинуть посольство. Позже, перебрав с водкой, она теряет сознание — Чарльз велит слугам перенести её в соседнюю комнату, где она и проводит ночь.
На следующий день Элси случайно подслушивает, как Николас вступает в сговор с германским посольством с целью свержения отца. Пообещав хранить тайну, Элси знакомится с вдовствующей королевой, матерью покойной супруги Чарльза, и та приглашает её заменить заболевшую фрейлину на церемонии коронации. Сама церемония проходит без происшествий, и Элси отказывается раскрыть заговор. Позже Николас приглашает её на бал, где она убеждает его подписать документ, в котором тот признаётся в своих намерениях — при условии, что Чарльз согласится провести всеобщие выборы. Впечатлённый её поступком, Чарльз понимает, что влюблён.
Утром после бала Элси помогает примирить отца и сына. Искренность и честность Элси вдохновляют Чарльза проявить наконец настоящую отцовскую любовь. На следующий день карпатская делегация покидает Лондон. Чарльз надеется, что Элси поедет с ним, но вскоре срок его регентства истекает, и он станет свободным гражданином. Элси напоминает, что её контракт с мюзик-холлом завершается в те же сроки. Оба понимают: за восемнадцать месяцев может многое измениться. Они прощаются.

## В ролях
| Актёр            | Роль                |
| ---------------- | ------------------- |
| Мэрилин Монро    | Элси Марина         |
| Лоренс Оливье    | принц-регент Чарльз |
| Сибил Торндайк   | королева            |
| Ричард Уоттис    | Нортбрук            |
| Джереми Спенсер  | король Николас      |
| Эсмонд Найт      | полковник Хоффман   |
| Розамунд Гринвуд | Мод                 |
| Пол Хардуик      | мажордом            |
| Максин Одли      | леди Саннингдейл    |

## Производство
«Принц и танцовщица» — единственный фильм с участием Мэрилин Монро, снятый не в США, также это один из двух фильмов кинокомпании Marilyn Monroe Productions (второй —  снятый годом ранее фильм «Автобусная остановка»).
Пьеса, по которой снят фильм, была написана Теренсом Реттигеном в 1953 году. В том же году она шла в течение 8 месяцев в лондонском театре «Феникс» с Лоренсом Оливье и его женой Вивьен Ли в главных ролях. Компания Мэрилин Монро приобрела права на экранизацию пьесы, Реттиген адаптировал сценарий, Лоренс Оливье выступил в качестве режиссёра и продюсера. Ричард Уоттис и Джереми Спенсер играли в фильме те же роли, что и в лондонской постановке спектакля.
Съёмки проходили с начала августа по середину ноября 1956 года на киностудии Pinewood Studios недалеко от Лондона.
Премьера фильма состоялась в Лондоне и Лос-Анджелесе 3 июля 1957 года, его распространением занималась компания Warner Bros..
Именно во время съёмок этого фильма происходили события биографического фильма «7 дней и ночей с Мэрилин».

## Восприятие

### Кассовые сборы
Фильм «Принц и танцовщица» не имел большого кассового успеха в США, по сравнению с другими фильмами Монро, такими как «Зуд седьмого года» и «Автобусная остановка». Однако в Великобритании картина снискала популярность, благодаря чему принесла значительную прибыль.

### Отзывы критиков
Фильм получил смешанные отзывы от критиков. На сайте-агрегаторе Rotten Tomatoes рейтинг одобрения составил 50 % на основе 10 рецензий критиков со средней оценкой 5,6/10.
При выходе фильма на экраны, журнал Variety в своей рецензии написал следующее: «Дебютный фильм кинокомпании Мэрилин Монро, представляет собой в целом приятную комедию с неторопливым темпом развития сюжета. Снятый в Лондоне с преимущественно британским актёрским составом, фильм не является клише-историей о Золушке, как можно предположить из названия. Сибил Торндайк просто невероятна в роли королевы».
Газета The New York Times заявила, что фильму не хватает оригинальности и что персонажи Монро и Оливье были «слишком ограниченными» и «скучными», чтобы позволить актёрам раскрыть свой полный потенциал.
Почти все критики похвалили весь актёрский состав, в особенности отметив игру Монро и Оливье.

## Награды и номинации
| Дата церемонии   | Награда                             | Категория                    | Номинанты          | Результат |
| ---------------- | ----------------------------------- | ---------------------------- | ------------------ | --------- |
| 1957             | Национальный совет кинокритиков США | Лучшая актриса второго плана | Сибил Торндайк     | Победа    |
| 1958             | BAFTA                               | Лучшая мужская роль          | Лоуренс Оливье     | Номинация |
| 1958             | BAFTA                               | Лучший сценарий              | Теренс Реттиген    | Номинация |
| 1958             | BAFTA                               | Лучший британский фильм      | Принц и танцовщица | Номинация |
| 1958             | BAFTA                               | Лучший фильм                 | Принц и танцовщица | Номинация |
| 1958             | BAFTA                               | Лучшая женская роль          | Мэрилин Монро      | Номинация |
| 29 июля 1958     | Давид ди Донателло                  | Лучшая иностранная актриса   | Мэрилин Монро      | Победа    |
| 10 сентября 1958 | Laurel Awards                       | Лучшая женская роль —комедия | Мэрилин Монро      | 4th place |
| 26 февраля 1959  | Crystal Star Awards                 | Лучшая зарубежная актриса    | Мэрилин Монро      | Победа    |